# José Manuel Garcia (historiador)
José Manuel Garcia, nascido em Santarém em Portugal em 1956, é um historiador português. Académico e autor cuja área de atuação está centrada na expansão marítima de Portugal nos séculos XV ao XVII e, em particular na circum-navegação de Fernão de Magalhães e Juan Sebastián Elcano.

## Ensino universitário
Depois de obter, em 1978, uma licenciatura em História pela Faculdade de Letras da Universidade de Lisboa, tornou-se, em 2006, doutor em História pela Universidade do Porto com uma tese sobre A Historiografia Portuguesa dos Descobrimentos e da Expansão (séculos XV a XVII).

## Atividades profissionais e científicas
De 1988 a 1997, foi sucessivamente consultor científico, membro e colaborador da Comissão Nacional para as Comemorações dos Descobrimentos Portugueses.
Entre 1997 e 1999, foi um dos organizadores científicos da conferência internacional e da exposição Vasco da Gama e a Índia, realizada na Capela da Sorbone (Paris) em maio de 1998, que deram origem à publicação das respetivas atas e  catálogo.
Em abril de 2001, foi consultor científico do Centro Nacional de Cultura durante a viagem dessa instituição à Indonésia e Timor.
Entre 2004 e 2006, foi pesquisador responsável pelo Centro Damião de Góis do Instituto Nacional de Arquivos da Torre do Tombo, bem como pelo programa Diogo do Couto.
Desde 2006, é investigador do Gabinete de Estudos Oliponenses da Câmara Municipal de Lisboa.
No âmbito das suas atividades científicas participou em inúmeras conferências e congressos na África (Cabo Verde e Mauritânia), América (Brasil, Chile e Estados Unidos), Ásia (Índia, Indonésia, Irão, Macau e Filipinas) e na Europa (Espanha, França e Portugal).
Também participou, entre 1983 e 2009, na organização de inúmeras exposições, publicações de catálogos, e na produção de documentários audiovisuais.

## Obras e descobertas: a jornada Magalhães-Elcano

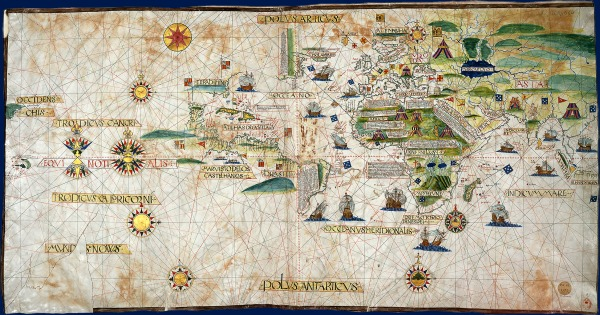
Conhecido por muito tempo como "Kunstmann IV" este mapa de 1519 de Jorge Reinel é muito provavelmente o que Magalhães ofereceu a Carlos Vo e difere das representações usuais da época pela dimensão bastante realista de seu "Mar do Sul" (Oceano Pacífico). O mapa mostrado aqui é um fac-símile produzido por Otto Progel em 1836 que se conserva na Biblioteca Nacional da França

, o original desapareceu em Munique durante a Segunda Guerra Mundial. Também atribuído a um dos irmãos Reinel, outro mapa semelhante de 1519, desta vez na projeção polar antártica , encontra-se na Biblioteca do Palácio Topkapi, em Istambul, sob o nome de Hazine n ° 1825 .]]

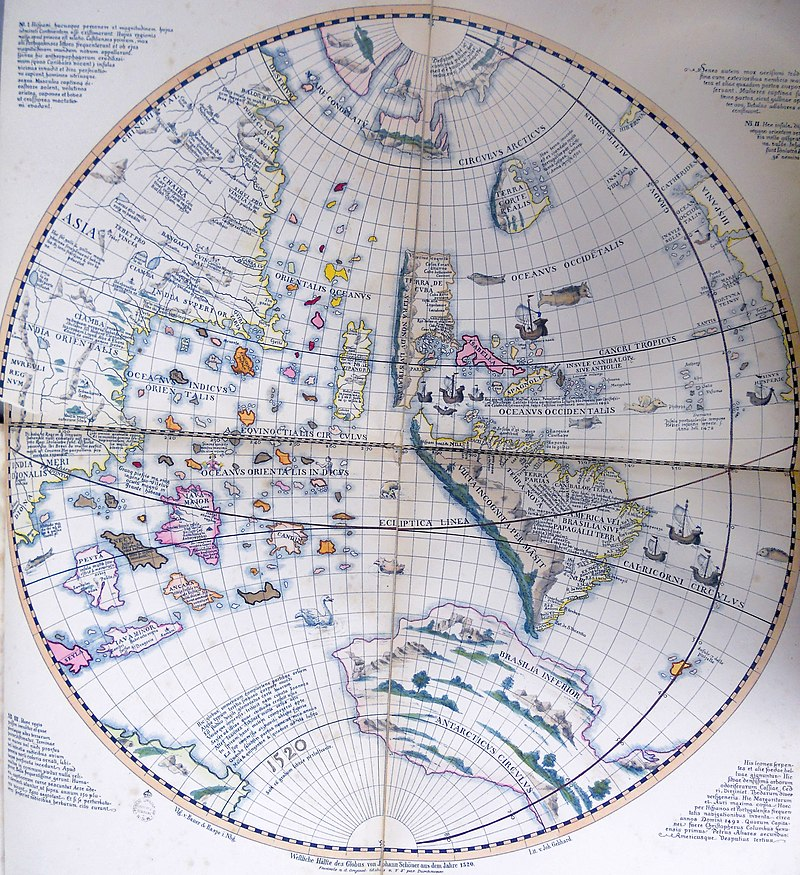
Globo de 1520 pelo alemão Johann Schöner que, apesar do mapa de Jorge Reinel acima, subestima claramente o tamanho do Oceano Pacífico.

José Manuel Garcia é atualmente um dos maiores especialistas na circum-navegação não planeada de Fernão de Magalhães e Juan Sebastián Elcano, com numerosas publicações relacionadas nas quais se apoiam outros historiadores   , e que podem ser encontrados reunidos em seu último trabalho de 2019 (Fernão de Magalhães: Herói, Traidor ou Mito: a História do Primeiro Homem a Abraçar o Mundo), fruto de doze anos de insvestigações sobre este tema.
Fundada em uma exploração contínua dos arquivos relacionados com Fernão de Magalhães e a sua expedição, a pesquisa de José Manuel Garcia contradiz um certo número de ideias feitas sobre a viagem Magalhães-Elcano.
Assim, segundo esse historiador, elementos arquivísticos recentemente revelados  parecem confirmar que Fernão de Magalhães não nasceu em Sabrosa, mas no Porto , como já era suspeitado pelos trabalhos anteriores de Gil Fernández (2009)  e evocados por Castro et al. (2010).
Por outro lado a sua interpretação gráfica das medidas indicadas por Magalhães na memória geográfica (Lembrança geográfica) que o navegador português havia enviado a Carlos V  em setembro de 1519, documento citado na íntegra por esse historiador, desafia a ideia recebida de que Magalhães ignorava a vastidão do Oceano Pacífico , chegando assim às mesmas conclusões do trabalho de Xavier de Castro (pseudónimo de Michel Chandeigne]], Jocelyn Hamon e Luís Filipe Thomaz sobre esta questão  .
Essa interpretação dos vários cálculos apresentados por Magalhães nessa memória geográfica sugere efetivamente um oceano muito vasto entre o sul do continente americano e o objetivo principal dessa expedição marítima: o arquipélago das Molucas (na Indonésia atual), essas lendárias "ilhas das especiarias" que produziam exclusivamente cravo-da-índia    .
Magalhães coloca as Molucas aproximadamente 4° a leste no domínio espanhol delimitado pela demarcação do extremo leste do anti-meridiano résultante do Tratado de Tordesilhas (1494), quando esse arquipélago está, na realidade, 5 ° a oeste (e, portanto, no domínio português): o que é um erro bastante  pequeno, pois era então impossível medir com precisão as longitudes. A localização do arquipélago das Molucas só foi medida com precisão dois ou três séculos depois.
Outro argumento que sustenta essa interpretação das conceções geográficas evocadas na "Lembrança geográfica" de Magalhães encontradas no planisfério anónimo de 1519 que é atribuído ao cartógrafo português Jorge Reinel que, com seu pai Pedro Reinel também cartógrafo, se juntara a Magalhães em Sevilha .
Consequentemente, não se pode excluir que este mapa fosse idêntico aos dois planisférios apreendidos pelos portugueses na Trinidad (nau capitânia da armada) em 28 de outubro de 1522 , ou semelhante ao globo pintado que, de acordo com o cronista espanhol Bartolomé de Las Casas, Magalhães e o cosmógrafo Rui Faleiro apresentaram ao jovem Carlos I de Espanha (futuro Carlos V; imperador do Sacro Império Romano) no final de fevereiro ou início de março de 1518 em Valladolid  , uma entrevista real coroada de sucesso pois o soberano espanhol decidiu apoiar o projeto de expedição às Molucas.
Testemunhando o avanço cartográfico de que gozavam os navegadores portugueses na época, este mapa atribuído a Jorge Reinel, provavelmente desenhado no verão de 1519 sob as ordens de Magalhães, distingue-se, portanto, por apresentar um vasto oceano que separa a ponta do continente americano do pequeno arquipélago Molucas que dificilmente se distinguem na extremidade esquerda do documento   , diferentemente do famoso globo de 1520 do alemão Johann Schöner, no qual o "Mar do Sul" (futuro Oceano Pacífico) é quase inexistente e a América aparece como uma extensão da Ásia.